# The Pakubuwono
The Pakubuwono es un complejo residencial compuesto por varios rascacielos situados en Yakarta, la capital de Indonesia. Uno de ellos es The Pakubuwono Signature, que con 252 metros es el octavo edificio más alto del país.

## Desarrollo
El complejo se ha desarrollado en varias etapas, que comenzaron en 2006 y continúan en 2020.
La primera etapa se llama Pakubuwono Residence, se desarrolló en 2006 e incluye cinco torresː Eaglewood, Cottonwood, Sandalwood, Ironwood y Basswood. La segunda lleva por nombre The Pakubuwono View, fue construida en 2010 e incluye dos torres de diferente alturaː Redwood y Lacewood. Con 159 metros, la torre Lacewood es la segunda más alta de todo del complejo (solo superada por The Pakubuwono Signature).
La tercera etapa fue bautizada The Pakubuwono House, fue desarrollada en 2014 y solo comprende un edificio. El nombre de la cuarta etapa es The Pakubuwono Signature. Como la tercera, también fue desarrollado en 2014 y solo comprende una torre. Con 252 metros de altura, The Pakubuwono Signature no solo es la más alta del complejo, sino que también es el octavo edificio más alto tanto de la ciudad como del país.
La quinta etapa se llama The Pakubuwono Spring, fue construida en 2018 y comprende dos torres. La sexta lleva por nombre The Pakubuwono Terrace Vase, fue terminada en 2019 y comprende por su parte tres torres.
A 2020, la torre que compone la etapa The Pakubuwono Menteng está aún en construcci̟ón.